# Fran Ruiz
Francisco José Ruiz Garrido, más conocido como Fran Ruiz (Córdoba, 7 de junio de 1991), es un jugador de voleibol español que juega de receptor actualmente en España Unicaja Almería. Es internacional con la selección de voleibol de España.

## Palmarés
1 Supercopa  España, 3 Copas del Rey, 1 Superilga Española, 1 Supercopa/Copa de Chipre 
- VOLEY MARCIANISE / ITA SERIA A3

## Clubes
- -> Univoley Almería  ESP  Categorías Juniors + A3 (2006-2010)
- -> Concentración Permanente (RFEVB) Palencia ESP A2 (2010-2011)
- -> CAV Esquimo Dos Hermanas ESP A1 Cajasol Voley (2011-2012)
- -> C.D. Voleibol Río Duero Soria|Numancia Voley ESP A1(2012-2014)
- -> Club Voleiboles Teruel ESP A1 (2014-2016)
- -> Urbia Voley Palma|Ca'n Ventura Palma ESP A1 (2016-2017)
- -> Pag Volley Taviano ITA A2 (2017-2018)
- -> Club Voleibol Unicaja Almería   ESP A1 (2018-2019)
- -> Omonia Nicosia CYP A1 (2019-2020)
- -> Volley Virtus Fano ITA (2020-2021)
- -> Pallavolo Ottaviano ITA (2021-2022)
- -> Volley Marcianise ITA (2022-2023)
- -> Unicaja Almería Voleibol (2023-2024)
- -> Plus Volley Sabaudia (2024-2025) (Actualidad)